# Michael Riesman
Pour les articles homonymes, voir Riesman.
Répertoire
Philip Glass
Michael Riesman est un pianiste, compositeur, et chef d'orchestre américain. Il dirige le Philip Glass Ensemble et travaille avec Philip Glass, compositeur de musique minimaliste depuis 1974.

## Biographie
Michael Riesman est diplômé d'un Bachelor of Science de la Mannes School of Music en 1967. Il a reçu l'enseignement de Darius Milhaud lors du Festival de musique d'Aspen. Il étudie la composition avec Leon Kirchner, Roger Sessions, et Earl Kim à l'Université Harvard où il obtient un Master of Arts et son doctorat en 1972. Il arrive à New York à ce moment-là pour enseigner à SUNY.
Il rejoint le Philip Glass Ensemble en 1974.

## Discographie sélective
Michael Riesman a enregistré pratiquement la totalité des musiques de film et des œuvres de Philip Glass avec le Philip Glass Ensemble dont :
- 1980 : Dance de Philip Glass
- 2001 : The Hours de Philip Glass
- 2007 : Book of Longing de Philip Glass
- 2010 : Glassworks, Live at Le Poisson rouge, par l'ensemble Signal dirigé par Bradley Lubman et Michael Riesman au piano.

Il a aussi orchestré la musique et dirigé l'orchestre pour Carmina Burana de Ray Manzarek (1983).